# دون ماكديرموت
دون ماكديرموت (بالإنجليزية: Don McDermott)‏ هو متزلج سريع أمريكي، ولد في 7 ديسمبر 1929 في ذا برونكس في الولايات المتحدة.

## وصلات خارجية
- دون ماكديرموت على موقع SpeedSkatingBase.eu (الإنجليزية)
- دون ماكديرموت على موقع SpeedSkatingNews.info (الإنجليزية)
- دون ماكديرموت على موقع SpeedSkatingStats.com (الإنجليزية)
- دون ماكديرموت على موقع أوليمبيديا (الإنجليزية)